# Stevan Luketić
Stevan Luketić (Budva, 8. studenoga 1925. – Zagreb, 1. listopada 2002.), hrvatski i crnogorski kipar, glavni predstavnik enformela. Oblikovao je nefiguralne kompozicije dinamičkih oblika, pretežno u kovini. Autor spomeničke plastike.

## Životopis
Rođen u Budvi. Spada u najveće hrvatske i crnogorske kipare koji su djelovali u drugoj polovici 20. stoljeća. Sudjelovao u antifašističkoj borbi od 1941. godine.
Likovno obrazovanje stekao u Zagrebu. Studirao je kiparstvo na Akademiji likovnih umjetnosti u Zagrebu od 1950. do 1955. u klasi profesora Frane Kršinića, a od 1952. do 1957. suradnik je u ateljeu Vojina Bakića.
Izlagao samostalno i na skupnim izložbama, u zemlji i inozemstvu. Isklesao je veći broj spomenika. Radio na Likovnoj akademiji na Cetinju kao redovni profesor, na Kulturološkom fakultetu u Cetinju od 1987. godine.
Posljednja velika retrospektivna izložba Luketićevih radova bila je travnju i svibnju 2002. godine u Hrvatskom domu likovnih umjetnika u Zagrebu.
Umro je u Zagrebu 2002. godine.

## Vanjske poveznice
- Luketić Stevan
- Muzej suvremene umjetnosti Zagreb  Arhivirana inačica izvorne stranice od 14. srpnja 2015. (Wayback Machine) Izdanja. Luketić, Stevan, katalog izložbe; GSU, Zagreb, 1964., tekstopisci: Dubravko Horvatić, Urednik: Božo Bek
- Stevan Luketić – Retrospektiva 1955. – 2001., HDLU
- Akademija Art  Arhivirana inačica izvorne stranice od 5. ožujka 2016. (Wayback Machine) Monografija „Stevan Luketić'